# 후니버스
후니버스(Whoniverse)는 영국의 SF 드라마 《닥터 후》와 우주를 뜻하는 영단어 유니버스(Universe)의 합성어로, 드라마 닥터 후 및 관련 스핀오프 미디어에 나오는 세계관을 지칭하는 용어다. 닥터 후 유니버스(Doctor Who Universe)나 간단히 DWU라고 지칭하기도 한다. 후니버스의 범위를 정하는 문제에 대해서는 팬들마다 의견이 다르지만, BBC의 닥터 후와 <K9 and Company>, 《토치우드》, 《사라 제인 어드벤처》가 후니버스에 포함된다는 점에는 대체로 모든 팬들이 동의한다.

## 역사
현재 남아있는 기록 중에서 후니버스라는 단어가 최초로 등장한 것은 1983년 발간된 책 <Doctor Who: A Celebration>이다. 이 책에서 저자 피터 헤이닝은 마지막 챕터의 제목을 "The Whoniverse"로 하면서, 닥터후와 관련된 이야기들을 나열했다. 하지만 여기서의 후니버스는 닥터후 미디어의 내용 뿐 아니라 팬클럽이나 비하인드 스토리 등 닥터후와 관련된 모든 사실들을 통칭하는 용어로 사용되어 현재 쓰이는 후니버스와는 약간의 의미차이가 있다.
현재는 닥터후 속 세계관을 지칭하는 용어로만 사용되고 있다.

## 논란
위에서 말했듯, 후니버스의 범위에 대해서는 사람마다 의견이 다르다. 가장 큰 이유 중 하나는 BBC가 세계관에 대해 공식적으로 선을 그은 적이 없다는 사실이다.

### 배경
《닥터후》 제작 초기, 에피소드에 등장한 캐릭터들의 저작권은 BBC가 아닌 해당 에피소드를 쓴 작가에게 돌아갔다. 이런 저작권 시스템으로 인해 닥터나 타디스, 대부분의 컴패니언 등 주요 인물 및 설정의 저작권은 BBC측에 있었지만 수많은 캐릭터들에 대한 저작권은 BBC가 아닌 개별 작가에게 돌아가게 되었다. 대표적인 사례가 바로 달렉인데, 달렉의 저작권은 BBC가 아니라 <The Daleks>를 쓴 작가 테리 네이션에게 있으며 현재까지도 BBC는 《닥터후》에 달렉이 등장할 때마다 저작권료를 지불하고 있다. 달렉 외에도 사이버맨, 손타란, 어우턴 등의 악당들이나 K9, 레스브리지스튜어트 준장, 니사(Nyssa) 등의 컴패니언까지 다양한 캐릭터들의 저작권이 BBC가 아닌 작가에게 귀속되어 있다.
이렇게 저작권이 BBC가 아닌 개별 작가에게 있다보니 BBC에게 허가를 받지 않아도 닥터후와 관련된 미디어가 만들어질 수 있는 환경이 조성되었고 BBV 프로덕션, 매직 뷸렛 프로덕션 등의 회사에서는 BBC가 아닌 개별 작가들과 손을 잡고 스핀오프 시리즈를 내기도 하였다. 이렇게 다양한 스핀오프 시리즈가 나오자 팬들 사이에서는 어디까지가 적법한 후니버스인지에 대해 논란이 일기 시작했다.
그에 더불어, BBC에서는 후니버스의 범위를 공식적으로 정한 적이 없다. 여기에 최근에 방영된 에피소드 <닥터의 밤(The Night of the Doctor)>에서 오디오 시리즈의 요소가 언급되고, 소설 <Human Nature>가 TV 에피소드로 리메이크 되기도 하는 등 '공식 후니버스'의 범위가 불분명해지자, 어떤 시리즈가 후니버스에 포함되고 아닌지는 전적으로 팬들 개개인의 결정에 따라 달라지게 되었다.

### 타디스 위키아
닥터후와 관련된 사실들을 다루는 전문 위키아인 타디스 위키아(http://tardis.wikia.com )에서는 합법적인 경로를 통해 만들어진 시리즈라면 모두 후니버스에 포함시키고 있다. 다만, 빅 피니쉬의 닥터후 언바운드(Doctor Who: Unbound) 시리즈나 애니메이션 <Scream of the Shalka> 등 《닥터 후》의 타임라인에 명백히 위배되는 일부 시리즈는 후니버스에 포함되지 않는 것으로 보고있다.

## 후니버스에 포함되는 시리즈
위에서 말했듯 후니버스에 포함되는 시리즈에 대해서는 사람마다 의견이 다르다. 일단 여기서는 타디스 위키아와 마찬가지로 닥터후와 관련된 시리즈 중 적법적인 절차를 통해 만들어진 시리즈로 정의하겠다. 아래 항목들은 제작사에 따라 나눈 것이다.

### BBC
BBC는 영국의 공영방송사로 《닥터 후》 시리즈가 처음으로 제작되기 시작한 곳이다. TV 드라마뿐 아니라 라디오 드라마와 소설 등도 꾸준히 출간하고 있다. 단, 이 리스트에서는 닥터후 에피소드의 소설화(Novelisation)는 제외하였다.

#### TV 드라마
- 닥터 후(Doctor Who)

<닥터 후>는 1963년 11월 23일 시작된 SF 드라마로 '닥터'라 불리는 외계인이 타임머신 '타디스'를 타고 시공간을 여행한다는 내용이다. 기네스 북에 의해 '가장 오랫동안 방영된 SF 드라마', '가장 성공적인 SF 시리즈'라는 기록을 수여받기도 했다. 높은 인기로 인해 수많은 스핀오프 시리즈를 배출했으며, 후니버스에서 가장 중심이 되는 시리즈이다.
- K9과 동료들(K9 and Company)

<K9 and Company>는 1981년 12월 28일 방영된 최초의 닥터후 스핀오프 드라마이다. 닥터와 함께 여행했던 사라 제인 스미스에게 'K9'이라는 로봇 개가 도착하면서 생긴 모험담을 조명한 시리즈이다. 원래는 여기 나온 K9은 닥터가 아닌 마스터가 보낸 것이었고, 마스터의 조종을 받고 있었다는 내용의 시리즈로 기획되었으나 새로 부임한 BBC의 채널 컨트롤러(Channel Controller)가 이 시리즈를 탐탁치 않아하면서 파일럿 에피소드만 방영하고 종영하게 되었다. 비록 시리즈는 조기 종영됐지만 사라 제인 스미스가 K9을 가지고 있다는 설정은 그대로 유지되었고, 둘은 나중에 닥터후 에피소드 <다섯 닥터(The Five Doctors)>와 <동창회(School Reunion)>에 재등장하기도 했다.
- 토치우드(Torchwood)

<토치우드>는 2006년부터 방영된 SF 드라마로 닥터후에 나왔던 외계 아티팩트 연구기관 '토치우드'에서 일하는 사람들의 이야기를 다룬 드라마이다. <닥터 후>에서 캡틴 잭 하크니스로 연기했던 배우 존 배로먼이 같은 역을 맡아 주인공으로 나오기도 한다. 닥터후에 비해 잔인하거나 선정적인 장면이 많아 "성인용 닥터후"라는 별명이 붙어있기도 하며, 현재로써는 다음 시즌이 무기한 연기된 상태다.
- 사라 제인 어드벤처(The Sarah Jane Adventures)

<사라 제인 어드벤처>는 닥터와 함께 여행했었던 인물인 사라 제인 스미스가 외계인의 침공으로부터 지구를 구한다는 내용의 드라마로, <닥터 후>에서 사라 제인 스미스 역을 맡았던 엘리자베스 슬레이든이 같은 역을 맡아 열연했다. CBBC에서 방영하며, 주인공들 대부분을 어린이로 설정하고 내용도 어려운 부분을 빼는 등 어린이용 드라마의 모습을 많이 보인다. 조 그랜트, 레스브리지스튜어트 준장 등 <닥터 후> 속 등장인물들이 여럿 등장하며 시즌 3와 4에는 닥터가 특별 출연하기도 했다.
엘리자베스 슬레이든 분의 사망으로 현재는 시리즈가 완전히 끝난 상태이다.

#### 소설
- 8대 닥터 어드벤처(Eighth Doctor Adventure)

1996년 TV 영화를 통해 재기를 노리던 <닥터 후>가 재기에 실패하자, 대신 출간된 소설들이다. 8대 닥터를 주인공으로 하고 있으며, 현재는 BBC 측에서 뉴 시리즈의 소설에 총력을 기울이겠다고 하면서 시리즈가 끝난 상태다.
- 과거 닥터 어드벤처(Past Doctor Adventure)

<8대 닥터 어드벤처> 시리즈와 비슷하게 1대~7대 닥터를 주인공으로 한 소설 시리즈다. TV 영화가 실패로 돌아간 후, <8대 닥터 어드벤처>와 함께 시작됐으며 마찬가지로 현재는 뉴 시리즈가 시작되면서 <과거 닥터 어드벤처> 역시 끝난 상태다.
- 쇼트 트립(Short Trips)

1대~8대 닥터를 주인공으로 한 단편집이다. 마찬가지로 뉴 시리즈가 시작되면서 이 시리즈 역시 끝났다.
- 뉴 시리즈 어드벤처(New Series Adventure)

2005년 <닥터 후>가 부활한 후의 이야기들을 다룬 소설. 9대~11대 닥터의 이야기를 다루고 있다.
- 토치우드 소설(Torchwood Novels)

토치우드를 배경으로 벌어지는 일들을 다룬 소설.

### 버진 출판사(Virgin Publishing)
버진은 90년대 중반에 닥터후와 관련된 소설을 출판했던 영국의 출판사이다. 1989년 닥터후 클래식 시즌이 종영되자 7대 닥터를 주인공으로 한 시리즈를 출간했으며, 라이선스가 만료된 후에도 닥터의 컴패니언 버니스 서머필드를 주인공으로 한 시리즈를 출간했다.
- 뉴 어드벤처(New Adventures)

줄여서 NA라고 하기도 한다. 클래식 닥터후가 종영된 후, 7대 닥터를 주인공으로 하여 만들어진 시리즈로 <The Dying Days>만큼은 예외적으로 8대 닥터를 다루고 있다. BBC에서 닥터후 TV 영화를 추진하면서 소설의 판권이 BBC에 돌아가자 종영된다.
- 미싱 어드벤처(Missing Adventures)

줄여서 MA라고 부르기도 하며, NA가 7대 닥터의 이야기였다면 MA는 1대~6대 닥터의 이야기이다. 마찬가지로 소설 판권이 BBC에 돌아가면서 시리즈가 종료되었다. 이 시리즈 중 일부는 2014년 BBC BOOKS에서 재출간되기도 했다.
- 디칼로그(Decalog)

1대~6대 닥터를 다룬 단편집이다.
- 버니스 서머필드(Bernice Summerfield)

닥터후에 대한 소설 판권이 BBC에 돌아가자, 버진 출판사에서 만들어진 캐릭터 중 인기가 높았던 버니스 서머필드를 주인공으로 하여 만들어진 시리즈. 현재는 빅 피니쉬에 그 판권이 넘어갔으며, 이들 소설 중 일부는 빅 피니쉬에서 오디오 드라마로 리메이크하기도 했다.

### 텔로스 출판사(Telos Publishing)
텔로스는 2001년부터 닥터후와 관련된 소설을 출간한 출판사이다. 저작권이 만료된 이후에도 닥터후와 관련하여 비소설 도서들을 출간하고 있다.
- 닥터후 중편소설(Doctor Who Novellas)

1대~8대 닥터를 주인공으로 한 소설 시리즈이다. BBC에서 닥터후가 부활함에 따라 BBC BOOKS에서 소설 판권을 다시 가져가면서 현재는 종료되었다.
- 타임 헌터(Time Hunter)

닥터후 중편소설 시리즈의 <The Cabinet of Light>에 나왔던 오노레 르샤쇠르(Honoré Lechasseur)와 에밀리 블랜디시(Emily Blandish)를 주인공으로 한 시리즈. 판매율 저조로 인해 폐지되었다.

### 빅 피니쉬 프로덕션(Big Finish Productions)
빅 피니쉬는 1996년 창립된 영국의 오디오 드라마 제작회사다. 1999년 <버니스 서머필드> 시리즈를 시작으로 현재까지 닥터후와 관련된 시리즈를 출시하고 있으며, BBC로부터 라이선스를 받아 닥터후의 오디오 드라마도 출시하고 있다. 그러나 이들의 라이선스는 클래식 닥터후에 한정되는 것으로, 시간 전쟁과 같이 뉴 시리즈에 나온 설정은 사용할 수 없다.
닥터후와 관련된 시리즈 뿐 아니라 '셜록 홈즈', '사파이어 앤 스틸', '블레이크 7' 등 다양한 시리즈를 출시하고 있다.
(단, 빅 피니쉬의 닥터후 관련 시리즈 중 '닥터후 언바운드(Doctor Who Unbound, '닥터가 갈리프레이를 떠나지 않았다면?'과 같이 평행우주의 닥터를 그린 시리즈)'와 '잃어버린 이야기(The Lost Stories, 계획만 되고 실제 TV 에피소드로 만들어지지는 못한 에피소드들을 리메이크한 시리즈)'는 후니버스에 포함되지 않는 내용이기에 아래 리스트에서 제외하였다)
- 닥터 후(Doctor Who)

닥터후 오디오 드라마 시리즈. 내용은 TV 닥터후와 차이 없으며, '8대 닥터 어드벤처', '4대 닥터 어드벤처' 등 하나의 주제 하에 시리즈가 나오기도 한다. 주로 배우가 생존하고 있는 4대~8대 닥터를 주인공으로 한 시리즈가 많이 나오지만 대역 등을 통해 1, 2대 닥터도 나오고 있다.
- 컴패니언 일대기(The Companion Chronicles)

닥터후에 등장했던 컴패니언들이 이야기를 꾸려나가는 방식의 시리즈. 2~3명의 등장인물만이 나와 이야기를 진행하는 형식으로, 오디오북과 오디오 드라마의 중간 지점에 위치해 있다고 할 수 있다. 주로 닥터후 본편에 나왔던 컴패니언들을 중심으로 이야기가 진행되지만 펠라돈 왕이나 헨리 고든 재고&조지 라이트풋 등 컴패니언이 아닌 사람이 주인공으로 나오기도 한다.
- 버니스 서머필드(Bernice Summerfield)

7대 닥터와 함께 여행했던 컴패니언 버니스 서머필드를 주인공으로 내세운 시리즈. 닥터후와 함께 1999년부터 지속적으로 시리즈가 나오고 있는 빅 피니쉬 사의 장수 프로그램 중 하나다.
- 갈리프레이(Gallifrey)

갈리프레이를 배경으로 타임로드 정계에서 일어나는 이야기들을 다룬 시리즈. 4대 닥터의 컴패니언이었던 로마나드보라트렐룬다(Romanadvoratrelundar)가 주인공으로 나왔으며, 닥터의 형인 어빙 브락시아텔(Irving Braxiatel), 닥터의 컴패니언이었던 릴라(Leela)와 K9 등이 등장한다.
- 그레이스리스(Graceless)

애비(Abby)와 자라(Zara), 두 자매의 이야기를 다룬 시리즈. 애비와 자라는 시간의 열쇠(Key to Time)의 인간형 추적기로, 시공간 어느 곳으로든 이동하거나 다른 사람의 마음을 읽는 등 특별한 능력을 지니고 있다. 제목 '그레이스리스(Graceless)'는 애비와 자라 자매를 만든 초월적 존재, 그레이스(Grace)에서 비롯된 것이다.
- 나, 데브로스(I, Davros)

달렉을 만든 과학자 데브로스의 과거를 다룬 시리즈.
- 달렉 제국(Dalek Empire)

달렉 제국과 그에 맞서 싸우는 인간 레지스탕스의 이야기.
- 사이버맨(Cyberman)

<달렉 제국> 시리즈가 성공을 거두자 만들어진 시리즈. 인간과 안드로이드, 사이버맨 사이의 분투를 다룬 시리즈다.
- 재고 앤 라이트풋(Jago & Litefoot)

4대 닥터 에피소드 <웽 창의 발톱(The Talons of Weng-Chiang)>에 등장했던 빅토리아 시대 영국의 극장 주인 헨리 고든 재고(Henry Gordon Jago)와 병리학자 조지 라이트풋 교수(Professor George Litefoot)의 모험기를 다룬 시리즈. 빅토리아 시대 영국을 배경으로 미스터리한 사건들이 일어나며, 이러한 사건들을 조사한다는 내용의 이야기이다. 4대 닥터 컴패니언 릴라(Leela)와 6대 닥터가 스페셜 게스트로 등장하기도 한다.
시리즈가 본격적으로 출시되기 전, 빅 피니쉬는 "컴패니언 일대기" 시리즈의 <마호가니 살인자(The Mahogany Murderers)>라는 에피소드를 통해 시장성을 먼저 조사했고, 좋은 평가를 받자 시리즈를 출시하였다. 시리즈가 인기리에 이어지자 닥터 후 오디오 시리즈에 헨리 고든 재고와 조지 라이트풋 교수를 등장시키기도 했으며, 현재 시즌 8까지 나와있는 상태다.
- 아이리스 와일드타임(Iris Wildthyme)

닥터와 함께 여행하기도 했던 등장인물 아이리스 와일드타임을 주인공으로 한 시리즈.
- 사라 제인 스미스(Sarah Jane Smith)

3, 4대 닥터와 함께 여행했었던 컴패니언 사라 제인 스미스를 주인공으로 한 시리즈. 뉴 닥터후의 에피소드 <동창회(School Reunion)>에서 사라 제인 스미스가 재등장하고, 그 인기로 인해 새로운 스핀오프 드라마가 시작되면서 오디오 시리즈는 끝나게 되었다.
- 카운터미저(Counter-Measures)

7대 닥터 에피소드 <달렉의 회상(Remembrance of the Daleks)>에 나왔던 레이첼 젠슨 교수(Professor Rachel Jensen)와 조수 앨리슨 윌리엄스(Allison Williams), 그리고 공군 대령 이언 길모어(Group Captain Ian Gilmore)의 모험기를 다룬 시리즈. <재고 앤 라이트풋>이 빅토리아 시대를 배경으로 이야기가 진행된다면, <카운터미저>는 60년대 영국을 배경으로 이야기가 펼쳐진다.
제목 "Counter-Measures"는 주인공들이 소속된 단체 침략 대응군(Intrusion Countermeasures Group)에서 따왔다.
- 비엔나(Vienna)

7대 닥터의 오디오 시리즈에 나온 바 있는 현상금 사냥꾼 비엔나 살바토리(Vienna Salvatori)를 주인공으로 한 시리즈.
공식 사이트의 시리즈 소개 란에서는 닥터후에서 갈라져 나온 시리즈라고 소개하고 있지만 제작진은 이 시리즈를 닥터후의 스핀오프가 아닌 별개의 시리즈로 봐달라며 당부하고 있다.
- 유닛(UNIT)

닥터후에 나왔던 외계 대응기구 유닛의 이야기를 다룬 시리즈. 닥터후 본편에도 여러 차례 출연했던 앨리스터 고든 레스브리지스튜어트 준장이 등장하기도 한다.
2014년, 빅 피니쉬 출범 15주년을 맞이해 닥터후, 재고 앤 라이트풋, 카운터미저, UNIT, 갈리프레이 이렇게 다섯 개의 시리즈가 서로 크로스오버 된 드라마 <닥터 후의 세계(The Worlds of Doctor Who)>가 발매되었다.
- 샬럿 폴러드(Charlotte Pollard)

8대 닥터 컴패니언 샬럿 폴러드를 주인공으로 한 시리즈.

### 매직 뷸렛 프로덕션(Magic Bullet Production)
매직 뷸렛 프로덕션은 2000년 창립된 영국의 오디오 드라마 제작회사다. 빅 피니쉬와는 달리 BBC가 아닌 작가로부터 라이선스를 받아 오디오 드라마를 제작하고 있다.
- 칼도어 시티(Kaldor City)

4대 닥터 에피소드 <죽음의 로봇(The Robots of Death)>에 언급되는 도시 칼도어 시티를 배경으로 벌어지는 사건들을 다룬 오디오 시리즈. 우바노프, 타렌 카펠, 포울 등 <죽음의 로봇>에 등장했던 인물들이 나오기도 하며, 4대 닥터 에피소드 <펜달의 이미지(Image of the Fandahl)>에 나오는 외계인 펜달이 등장하기도 한다.
현재는 시리즈가 만들어지지 않고 있지만 제작진은 "좋은 스토리가 떠오른다면 시리즈를 다시 만들 것"이라며 시리즈가 완전히 끝나지는 않았다고 말했다.
- 팩션 패러독스(Faction Paradox)

BBC의 '8대 닥터 어드벤처' 시리즈에서 등장했던 악당 팩션 패러독스를 주인공으로 한 오디오 시리즈. 원래는 BBV 프로덕션에서 제작하고 있었으나 2004년부터 판권을 넘겨받았다.

### BBV 프로덕션(Bill & Ben Videos Productions)
BBV 프로덕션은 1991년, 영국의 빌 배그스(Bill Baggs)에 의해 창립된 영상 프로덕션 회사다. 클래식 닥터후의 마지막 시리얼 <Survival>이 끝난 후, 닥터후 팬들의 수요를 충족시키기 위해 설립되었으며 닥터후와 관련된 시리즈 뿐 아니라 다양한 시리즈를 제작하고 있다.
BBV 프로덕션에서는 닥터후와 관련된 여러 비디오, 오디오 시리즈를 제작하고 있으며 그 종류는 다음과 같이 4개로 나눌 수 있다.
1. 닥터후와 관련된 다큐멘터리
2. 개개인의 작가로부터 라이선스를 받아 제작되는 시리즈
3. BBC로부터 라이선스를 받아 제작되는 시리즈
4. 닥터후와 관련된 내용을 담고 있고, 닥터후에 등장했던 배우들을 채용했지만 법적으로는 닥터후와 관련이 없는 시리즈. 저작권 논쟁을 피하기 위해 캐릭터에 새로운 이름을 붙이는 경우가 대부분이다. 예를 들면, <The Stranger> 시리즈의 경우 낯선 이(The Stranger)라 불리는 정체불명의 남자와 브라운 양(Miss Brown)이라는 여성의 모험을 다루고 있는데, 두 역할은 각각 6대 닥터를 연기했던 콜린 베이커와 동행자 페리 브라운을 연기한 니컬라 브라이언트가 맡고 있다. 이렇듯 닥터후와 비슷한 내용이고, 같은 배우이며 등장인물들이 닥터후 속 등장인물이라는 것이 넌지시 암시되긴 하지만 저작권법 때문에 직접적으로 두 시리즈 사이에 연관성을 드러내지는 못한다.

이 목록에서는 2번과 3번 항목에 대해서만 쓰겠다. 다만, <이 행성을 구할 면허가 있는가(Do You Have a Licence to Save This Planet?)>처럼 패러디 작품은 제외한다.

#### 비디오 시리즈
BBV 프로덕션의 비디오는 DVD나 홈 비디오 형태로 출시되었다.
- 어우턴 3부작(Auton Trilogy)

닥터후에 등장했던 외계인 네스틴(Nestene)과 어우턴(Auton)을 소재로 한 3부작 영상물. <Auton>, <Auton 2: Sentinel>, <Auton 3: Awakening>으로 이뤄져 있다.
- 프로브(P.R.O.B.E.)

초자연적인 현상을 연구하는 기관 '초자연 현상 연구부서(Perternatural Research Bureau, 프로브(P.R.O.B.E.)라고 하기도 한다.)'의 이야기. 3대 닥터의 동행자로 등장했던 리즈 쇼가 연구부서의 일원으로 등장한다.
존 퍼트위, 피터 데이비슨, 콜린 베이커, 실베스터 매코이, 루이스 제임슨, 제프리 비버스 등 닥터후 본편에 출연했던 배우 다수가 닥터후에서의 배역과 다른 역으로 출연하기도 했다.
- 자이곤: 자신이 되는 것으로는 부족할 때(Zygon: When Being You Just isn't Enough)

닥터후에 등장했던 외계인 자이곤(Zygon)을 소재로 한 영상물.

#### 오디오 시리즈
아래 목록에서 '외계인 시리즈'는 시리즈로 나온 것이 아니라 각 외계인마다 따로따로 나온 것이지만 여기서는 편의를 위해 하나의 항목으로 분류했다.
- 포켓 우주에서의 모험(Adventures in a Pocket Universe)

닥터의 컴패니언이었던 K9과 그 주인(Mistress)의 여행기.
K9의 경우 제작진이 라이선스를 받았지만, 그 외 개념에 대해서는 라이선스를 받지 못했기 때문에 다른 닥터후 요소는 간접적으로 제시되었다. 예를 들어, K9과 함께 여행하는 '주인'은 닥터후에 나왔던 로마나(Romana)라는 것이 암시되긴 하지만, 직접적으로 '로마나'라 일컬어지지는 않는다. 마찬가지로 '엑소-스페이스(Exo-Space)'라는 단어 역시 '포켓 우주(Pocker Universe)로 대체되어 나온다.
- 외계인 시리즈

닥터후에 나왔던 악당들을 소재로 한 시리즈. 자이곤(Zygon), 크리노이드(Krynoids), 손타란(Sontaran), 라니(The Rani), 위른(Wirrn) 등 여러 시리즈가 나와있다. 디 아이(The I)처럼 소설 시리즈의 외계인을 주인공으로 한 것도 있다.
- 자비의 질(The Quality of Mercy)

닥터후 소설 <생츄어리(Sanctuary)>에 나왔던 기사 기 드 카르나크(Guy de Carnac)을 주인공으로 한 오디오 드라마.
- 팩션 패러독스(Faction Paradox)

BBC의 '8대 닥터 어드벤처' 시리즈에서 등장했던 악당 팩션 패러독스를 주인공으로 한 오디오 시리즈. 2004년에 매직 불렛 프로덕션에 판권을 넘겼다.

### 릴타임 픽쳐스(Reeltime Pictures)
릴타임 픽쳐스는 1984년 설립된 영상물 제작 회사다. 최초로 닥터후와 관련된 영상을 제작, 배포한 회사이며 릴타임 픽쳐스에서 나온 작품들의 성공으로 인해 BBV 프로덕션이나 빅 피니쉬 프로덕션 등 다양한 회사에서 닥터후 관련 시리즈를 제작하게 되었다.
- 워타임(Wartime)

닥터후에 자주 등장했던 유닛의 병사 존 벤턴과 유닛군을 다룬 이야기.
최초의 독립 스핀오프 영상물로 워타임의 성공으로 인해 다양한 독립 스핀오프가 만들어질 수 있는 환경이 조성되었다.
- 셰이크다운: 손타란의 귀환(Shakedown: Return of the Sontarans)

우주 항해를 즐기던 사람들의 우주선에 루탄이 숨어들고, 루탄과 전쟁을 벌이던 손타란에 의해 우주선이 점령당하면서 벌어진 이야기를 다룬 작품.
캐럴 앤 포드, 소피 알드레드 등 닥터후에 출연한 배우들이 닥터후에서와 다른 배역으로 출연하기도 한다.
나중에 버진 출판사에서 소설화하고 이야기를 덧붙여 '뉴 어드벤처' 시리즈 중 하나로 출간하기도 하였으며, 2014년에 BBC BOOKS에서 재출간됐다.
- 다운타임(Downtime)

닥터후에 등장했던 빌런 위대한 지성체(Great Intelligence)가 다시 한번 지구를 침공하고, 닥터의 친구들이 이에 대응하여 싸운다는 내용의 이야기.
빅토리아 워터필드, 레스브릿지-스튜어트 준장, 사라 제인 스미스 등 여러 닥터후 속 캐릭터들이 등장하며, 준장의 딸 케이트 스튜어트 같은 경우 이 에피소드가 나오고 17년이 지난 2012년에 닥터후 에피소드 <The Power of Three>에 등장하기도 했다.
나중에 버진 출판사에서 이 에피소드를 소설화하여 '미싱 어드벤처' 시리즈의 일환으로 출판했다.
- 마인드게임(Mindgame)

각각 인간과 손타란, 드라코니안 종족 출신의 세 명이 한 곳에 갇히면서 일어나는 이야기를 다룬 작품.
- 마인드게임 트릴로지(Mindgame Trilogy)

'마인드게임' 사건 이후, 셋이 어떤 일을 겪게 됐는지를 다룬 시리즈.
- 데모스 라이징(Dæmos Rising)

'다운타임'에서 등장했던 케이트 스튜어트를 주인공으로 데몬(Dæmon)이라는 외계인에게 맞서는 이야기.

### 기타
- K9

닥터후에 나왔던 로봇 개 K9이 2050년을 배경으로 외계인의 침공을 물리친다는 내용의 TV 드라마.
이 드라마는 BBC가 아니라 밥 베이커(K9을 만들어 낸 사람)로부터 라이선스를 받아 제작되고 있기 때문에 닥터후와의 직접적인 연결성을 드러내지는 못하며, K9의 디자인 역시 BBC에 저작권이 있기 때문에 새로 디자인 되었다.